# 喬倫 (加利福尼亞州)
詹喬倫（英語：Jolon）是位於美國加利福尼亞州蒙特雷縣的一個非建制地區。該地的面積和人口皆未知。

## 地理
詹喬倫的座標為35°58′15″N 121°10′34″W / 35.97083°N 121.17611°W，而該地的平均海拔高度為296米（即971英尺）。